# Předenice
Předenice (německy Pschedenitz) jsou obec v okrese Plzeň-jih v Plzeňském kraji. Žije zde 263 obyvatel.

## Historie
První písemná zmínka o obci pochází z roku 1239.

## Obyvatelstvo
| Rok            | 1869 | 1880 | 1890 | 1900 | 1910 | 1921 | 1930 | 1950 | 1961 | 1970 | 1980 | 1991 | 2001 | 2011 | 2021 |
| -------------- | ---- | ---- | ---- | ---- | ---- | ---- | ---- | ---- | ---- | ---- | ---- | ---- | ---- | ---- | ---- |
| Počet obyvatel | 260  | 290  | 296  | 295  | 303  | 292  | 298  | 248  | 250  | 199  | 190  | 168  | 167  | 208  | 257  |
| Počet domů     | 43   | 44   | 46   | 43   | 44   | 46   | 57   | 161  | 63   | 63   | 57   | 67   | 71   | 82   | 93   |

## Obecní správa
Mezi lety 1869–1960 Předenice byly obcí v okrese Plzeň (1869–1930) a později v okrese Plzeň-okolí. V letech 1961–1990 patřily jako část obce ke Netunicím a od 1. září 1990 jsou opět samostatnou obcí.

### Obecní symboly
Znak a vlajka byly obci uděleny rozhodnutím předsedy Poslanecké sněmovny Parlamentu České republiky dne 17. února 2006.

## Pamětihodnosti
- Sloup se sousoším Nejsvětější Trojice a výklenková kaple

## Galerie

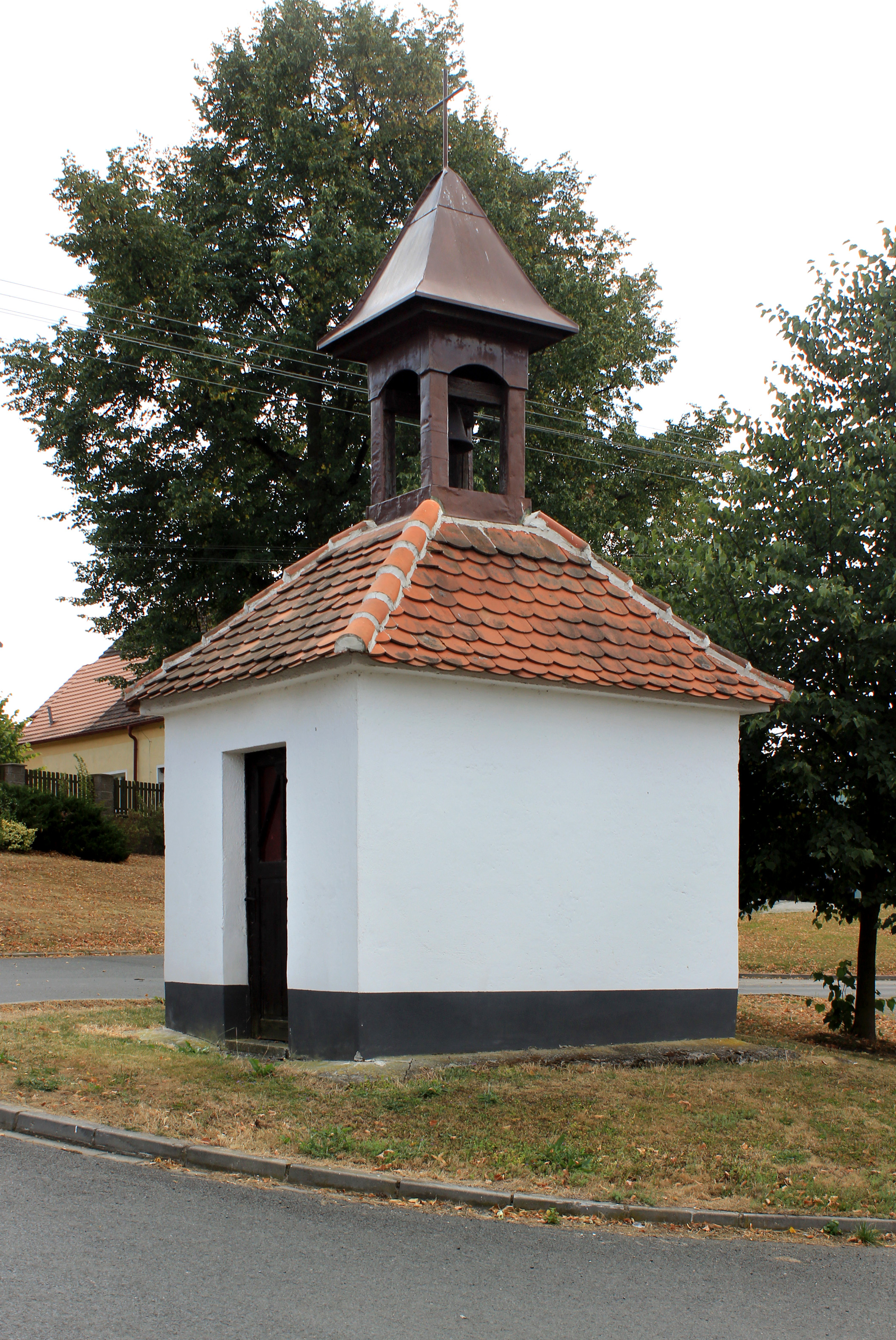
Kaple na návsi
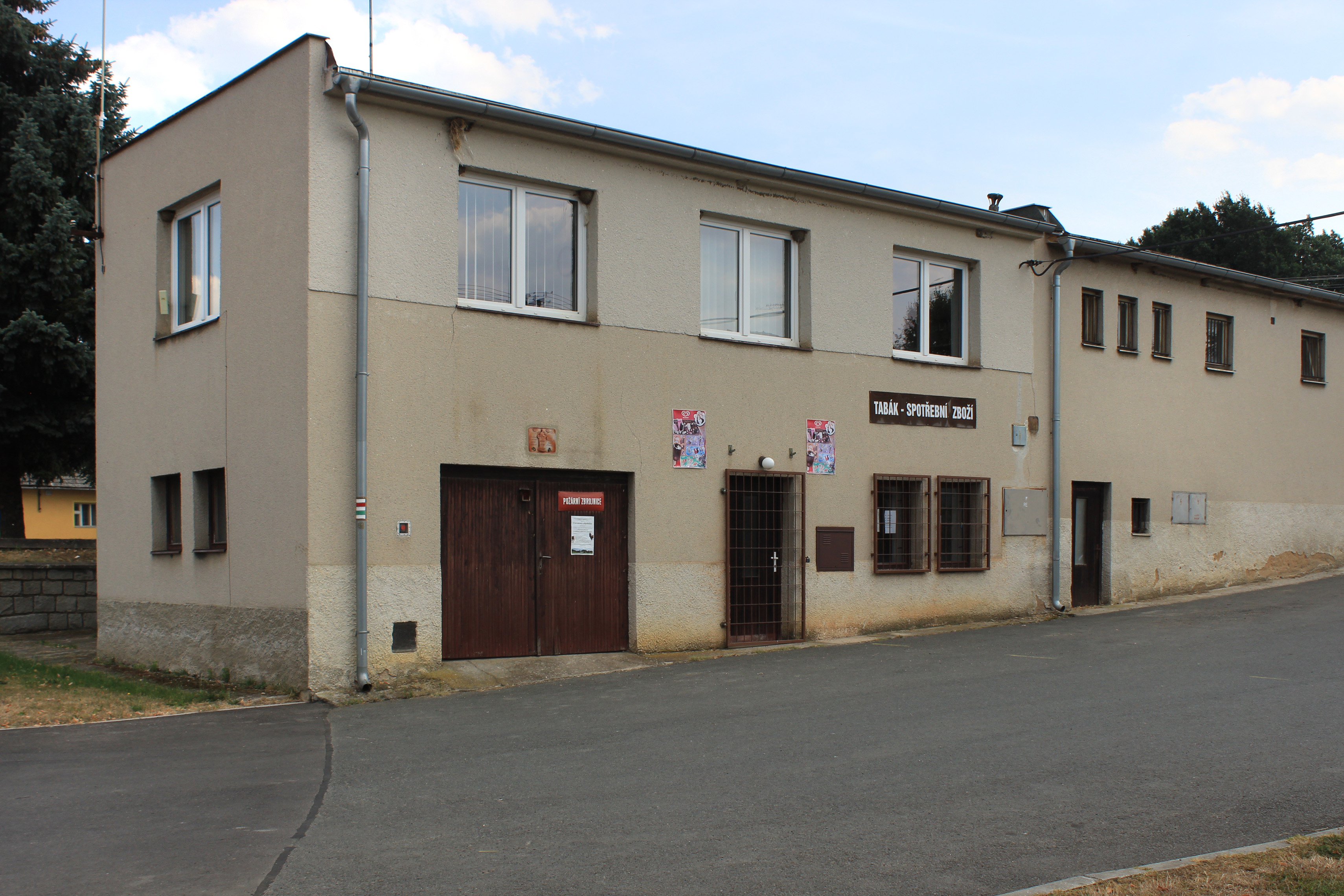
Obecní úřad
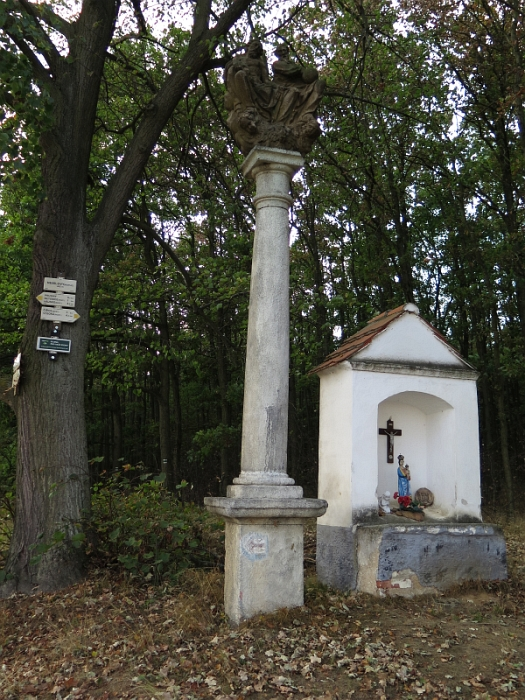
Sloup a výklenková kaple
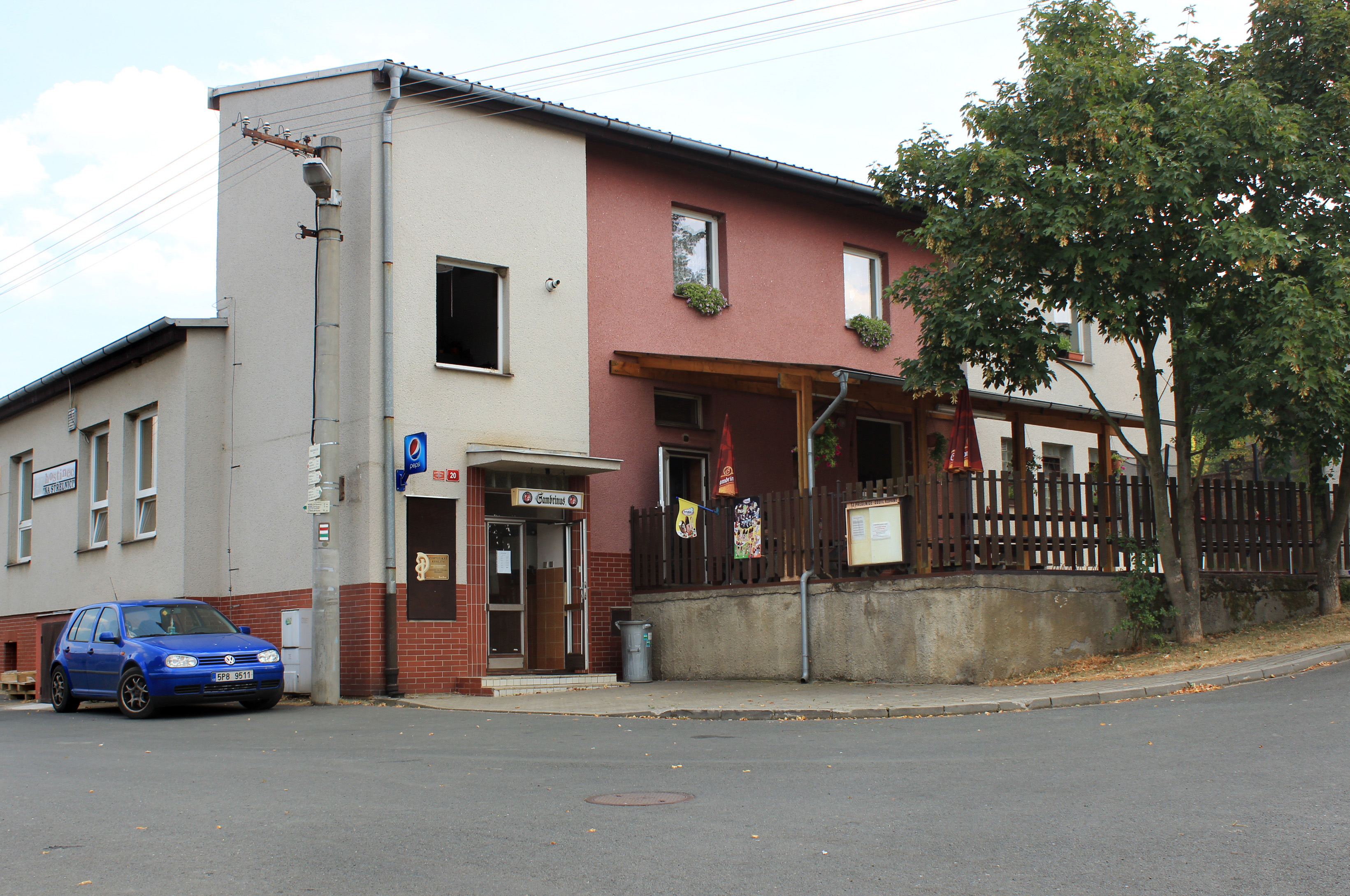
Restaurace na návsi